# آئرو اخه‌کوتیووس
ائرو اخه‌کوتیووس (به اسپانیایی: Aero Ejecutivos) یک شرکت هواپیمایی است که در تاریخ ۱۳ نوامبر ۲۰۰۵ میلادی تأسیس شده است.
دفتر مرکزی ائرو اخه‌کوتیووس در وارگاس، ونزوئلا واقع شده‌است و قطب این شرکت هواپیمایی در فرودگاه بین‌المللی سیمون بولیوار قرار دارد و به ۳ مقصد، پرواز مستقیم انجام می‌دهد.